# La società libera
La società libera (The Constitution of Liberty) è un libro dell'economista austriaco e Premio Nobel Friedrich von Hayek. Il libro è stato per la prima volta pubblicato nel 1960 dalla University of Chicago Press ed è una interpretazione della civiltà, essendo resa possibile dai principi fondamentali di libertà, che l'autore presenta come prerequisiti per la ricchezza e la crescita, piuttosto che il contrario.
Secondo un aneddoto, durante una riunione del  partito conservatore britannico, la leader Margaret Thatcher interrompe la discussione e, sbattendo La società libera sul tavolo, afferma: "Questo è ciò in cui crediamo".
La società libera è stata posta nona nella lista dei 100 migliori libri di non-fiction del ventesimo secolo compilata dalla rivista conservatrice bisettimanale National Review.

## Edizioni
(parziale)
- The Constitution of Liberty, University of Chicago Press, 1960, ISBN 0226320847
- The Constitution of Liberty: The Definitive Edition, a cura di Ronald Hamowy, v. 17, The Collected Works of F A. Hayek, University of Chicago Press, 2011
- La società libera, Rubbettino Editore, 2011, ISBN 978-88-498-3004-0.